# Davide Malacarne
Davide Malacarne (nascido em 11 de julho de 1987 em Feltre, na província de Belluno em Véneto) é um ciclista italiano. Profissional em estrada de 2009 a 2016, corre em BTT maratona com a equipa DMT Racing em 2017.

## Biografia

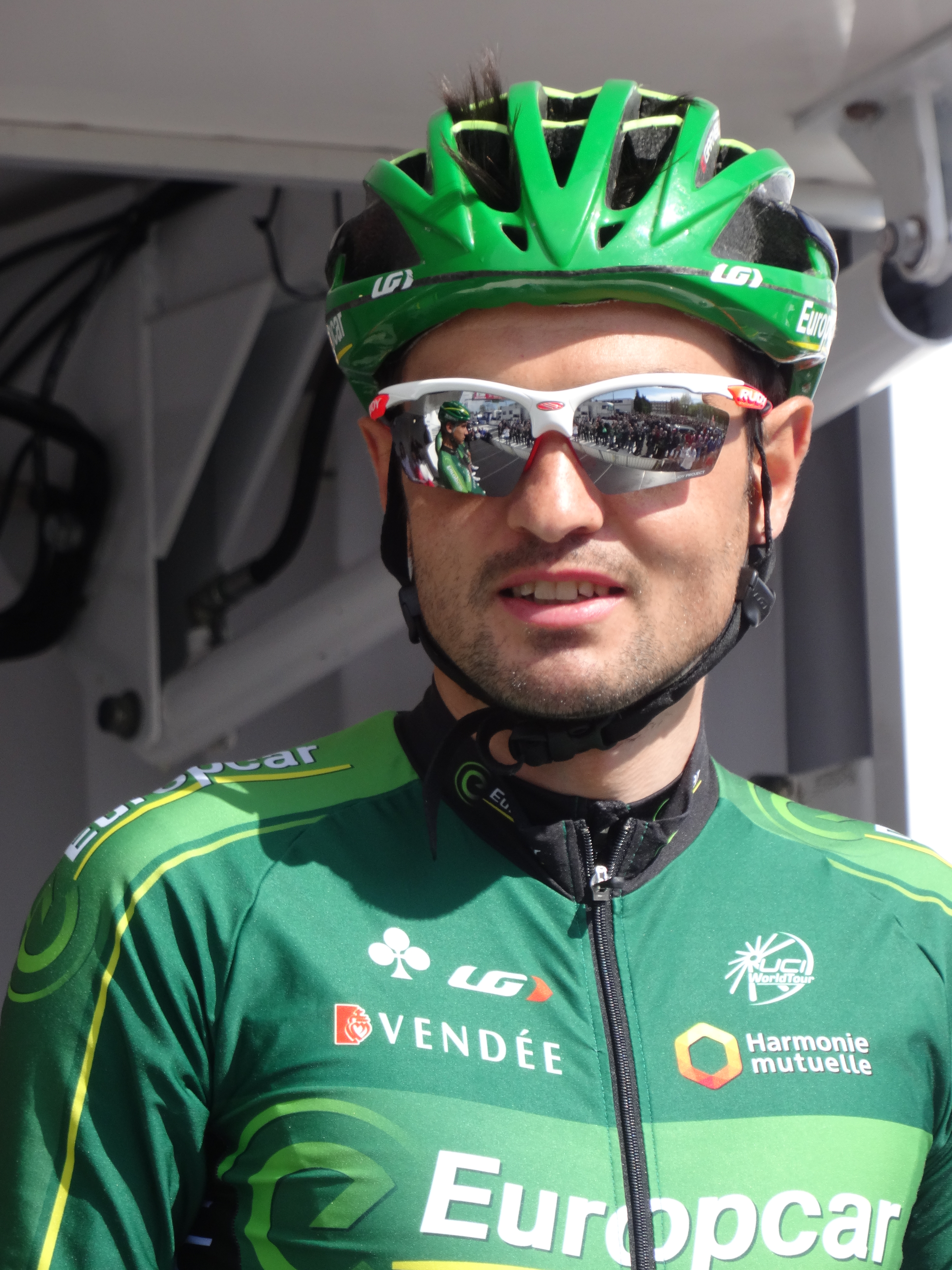
Davide Malacarne durante o Grande Prêmio de Denain de 2014

Vencedor sobretudo do Giro Belvedere di Villa di Cordignano e do GP Citta di Arezzo nos amadores, Davide Malacarne passa a profissional na equipa Quick Step em 2009. Termina segundo da quarta etapa e da classificação final da Volta à Turquia em abril.
Em 2010, consegue em solitário a sua primeira vitória por motivo da quinta etapa da Volta à Catalunha, prova ProTour. No ano seguinte, é melhor escalador do Tirreno-Adriático.
Em final de temporada, a sua transferência na equipa Europcar está anunciada. Corre três anos nesta equipa, com a qual disputa duas vez o Tour de France.
Em 2015, é contratado para um ano pela equipa Astana Pro Team, prolonga o contrato que o une a esta formação em final de estação. Não é conservado em final de ano 2016.
Em 2017, gira-se para o BTT maratona nas fileiras da equipa DMT Racing.

## Palmarés e classificações mundiais em estrada

### Palmarés
- 2005
  - Troféu Dorigo Porta
- 2006
  - Troféu Matteotti esperanças
  - 3.º do Troféu Alcide Degasperi
- 2007
  - Giro delle Valli Aretine
  - 2.º do Giro Ciclistico do Cigno
- 2008
  - Giro do Belvedere
- 2009
  - 2.º da Volta à Turquia
- 2010
  - 5. ª etapa da Volta à Catalunha
- 2016
  - 1.ª etapa da Tour de Trentin (contrarrelógio por equipas)
  - 2. ª etapa da Volta a Burgos (contrarrelógio por equipas)

### Resultados nas grandes voltas

#### Tour de France
2 participações
- 2012 : 59.º
- 2013 : 49.º

#### Giro d'Italia
5 participações
- 2009 : abandono (18. ª etapa)
- 2011 : 146.º
- 2014 : 39.º
- 2015 : 85.º
- 2016 : 47.º

#### Volta a Espanha
3 participações
- 2010 : 126.º
- 2011 : 56.º
- 2016 : abandono (14. ª etapa)

### Classificações mundiais
| Ano                    | 2006   | 2007  | 2008  | 2009 | 2010   | 2011 | 2012  | 2013  | 2014   | 2015 |
| Calendário mundial UCI |        |       |       |      | 196.º. |      |       |       |        |      |
| UCI World Tour         |        |       |       |      |        | nc   |       |       | 149.º. | nc   |
| UCI Europe Tour        | 571.º. | 195.º | 359.º |      |        |      | 330.º | 442.º |        |      |

## Palmarés em ciclocross
- 2005
  -  Campeão do mundo de ciclocross juniores
  -  Campeão de Itália de ciclocross juniores
  - Copa do Mundo Junior 
    -       - 1.º da classificação geral

    - Vencedor de 2 séries (Pijnacker  e Hofstade)